# Kościół św. Apostołów Jakuba i Filipa w Obkasie
Kościół św. Apostołów Jakuba i Filipa w Obkasie – katolicki kościół parafialny zlokalizowany we wsi Obkas, w powiecie sępoleńskim.

## Historia
W 1217 Obkas był wsią kościelną. Do roku 1772 była to własność arcybiskupów gnieźnieńskich. Świątynię wzniesiono w stylu neogotyckim w 1876 na wzniesieniu górującym nad wsią.
Na wyposażeniu kościoła pozostaje mszał z 1587 oraz dzwon z 1792. Świątynię otacza cmentarz z częściowo starymi nagrobkami.